# Xylophagus signifer
Xylophagus signifer är en tvåvingeart som beskrevs av Nina Krivosheina och Boris Mamaev 1972. Xylophagus signifer ingår i släktet Xylophagus och familjen vedflugor. Inga underarter finns listade i Catalogue of Life.